# مونیکا ماتیسووا
مونیکا ماتیسووا (انگلیسی: Monika Matysová؛ زادهٔ ۲۹ دسامبر ۱۹۸۱) بازیکن فوتبال اهل اسلواکی است.
از باشگاه‌هایی که در آن بازی کرده‌است می‌توان به باشگاه فوتبال اسپارتا پراگ و باشگاه فوتبال اسلاویا پراگ اشاره کرد.
وی همچنین در تیم ملی فوتبال Slovakia بازی کرده‌است.